# Cécile de Kervasdoué
Cécile de Kervasdoué est une journaliste et chanteuse d'opéra française.

## Biographie

### Famille
Cécile de Kervasdoué est une descendante de la famille de Kerguiziau de Kervasdoué.

### Formation
Titulaire d’un mastère d’études européennes à l’université d'Exeter (Royaume-Uni) et d’un mastère d’études politiques sud-américaines à l’université de Salamanque (Espagne), elle passe, en 1998, un DEA d'histoire du XXe siècle, « L'Impact du mouvement pop en France et son expression radiophonique, 1965-1974. Étude de deux émissions phares : le Pop Club et Campus », sous la direction de Jean-Noël Jeanneney, à Sciences Po Paris.
Soprano, elle étudie le chant avec le contre-ténor Robert Expert et l’alto Jeanine Fourrier. Elle fait une formation théâtrale en commedia dell'arte à destination du jeune public. 
Elle maîtrise cinq langues,.

### Journaliste et chanteuse lyrique
Cécile de Kervasdoué est journaliste à Radio France depuis 1999. De 2006 à 2011, elle anime une revue de presse internationale à 7 h 35 (puis 7 h 12 depuis janvier 2011) sur France Culture dans l’émission Les Matins de France Culture avec Ali Baddou puis Marc Voinchet. En juillet 2011, elle intègre le service étranger. En 2013, elle rejoint la rédaction du Mouv'. Journaliste spécialiste culture à la rédaction de France Culture, elle participe régulièrement au Reportage de la Rédaction
Elle crée un spectacle itinérant de clown lyrique ; elle tient un premier rôle dans Douce et Barbe Bleue, opéra pour enfants d'Isabelle Aboulker, puis dans Tistou les pouces verts d'Henri Sauguet ; elle interprète aussi des rôles de travestis (Chérubin dans Les Noces de Figaro de Mozart ou Fragoletto dans Les Brigands d'Offenbach (J.-M. Ferran),). 
Sa double formation de journaliste et de chanteuse lyrique la conduit à proposer avec le pianiste et compositeur Benjamin Laurent une chronique intitulée « Les actualités chantées », chaque mercredi jusqu'en juillet 2016, dans La Matinale culturelle de France Musique qui associe sons d'actualité, reportage et chant à l'humour corrosif. Ensemble en janvier 2012, ils avaient réalisé une série de micro-fictions musicales sur France Culture.